# Claudio de la Torre
Claudio de la Torre, né le 30 octobre 1895 à Las Palmas de Gran Canaria et mort le 10 janvier 1973 à Madrid, est un romancier, poète et directeur de cinéma et théâtre espagnol. 
Petit-fils de l'historien, romancier et musicien Agustín Milliers Torres et frère de l'actrice Josefina de la Torre, il s'est marié avec l'écrivaine Mercedes Ballesteros Gaibrois.